# Gmina Falls (Iowa)

Położenie Gminy Falls w hrabstwie Cerro Gordo

Gmina Falls (ang. Falls Township) – gmina w USA, w stanie Iowa, w hrabstwie Cerro Gordo. Według danych z 2000 roku gmina miała 1093 mieszkańców, a jej powierzchnia wynosi 91,44 km².